# 西本昭治
西本 昭治（にしもと しょうじ、1926年12月27日 - ）は、日本のロシア文学翻訳家。
山口県生まれ。満州国立ハルピン学院卒。ロシア文学の研究、翻訳に従事。日ソ出版翻訳懇話会。

## 翻訳
- シチェドリン『ある市の歴史』西尾章二共訳 未来社 1957
- セルゲイ・ミハルコフ『からっぽの威光 寓話集』未来社 1958
- 『シベリアの民話』編訳 未来社 世界の民話 1959
- グラトコフ『セメント』井上満共訳 岩波文庫 1960
- ボグダノーヴィチ『再生の記録 一精神科女医の手記』岩波書店 1962
- プーシキン『スペードの女王・大尉の娘』社会思想社現代教養文庫 1963
- 『愛と生と死 トルストイの言葉』訳編 社会思想社現代教養文庫 1964
- エ・カザケービチ『青いノート』新日本新書 1964
- B.B.カジンスキー『生物学的無線通信 ソビエト科学者のテレパシー研究』学習研究社・ガッケン・ブックス 1964
- イーゴリ・ゴロソフスキー『ぼくは信じたい…/紅の石』学習研究社 1965
- 『現代ソビエトSF短篇集 第2』編訳 早川書房 1966
- L.トルストイ『人生論』社会思想社 現代教養文庫 1966
- ア・イヴィチ『発明物語』誠文堂新光社 ソビエトの少年科学 1967
- ガリーナ・セレブリャコワ『プロメテウス』全3部 新日本新書 1967-1972
- 『人生の探求 ロシア作家の言葉』訳編 社会思想社現代教養文庫 1971
- ガリーナ・セレブリャコワ『革命の前夜 晩年のエンゲルス』新日本新書 1973
- ガリーナ・セレブリャコワ『フランス革命期の女たち』岩波新書 1973
- ガリーナ・セレブリャコワ『マルクスエンゲルスの生涯 (若きマルクス)』新日本出版社 1975
- ニコライ・ザドルノフ『北から来た黒船』朝日新聞社 1977-1982
- エレーナ・イリイナー『マルクスの青春 その勉学と恋愛』編訳 現代史出版会 1977
- 『シチェドリン選集 第2巻 現代の牧歌』未来社 1981
- 『シチェドリン選集 第6巻 ある都市の歴史・堕落の子』西尾章二共訳 未来社 1986
- 『シチェドリン選集 第7巻 ゴロヴリョフ家の人びと』未来社 1987
- 『シチェドリン選集 第8巻 かくれがモンレポ』未来社 1988
- I.A.クルィローフ『ロシアの寓話』訳編 社会思想社 現代教養文庫 1989
- セラフィモーヴィチ『鉄の流れ』光陽出版社 1999
- サルトゥイコフ・シチェドリン『パーズヒンの死 四幕物の喜劇』未來社 1999
- シチェドリン『専横行政官とその女たち』未來社 2000